# Anita Poma
Anita Poma (* 3. Juni 2004) ist eine peruanische Leichtathletin, die sich auf den Mittelstreckenlauf spezialisiert hat. Sie ist aktuelle Rekordhalterin im über 800 und 1500 Meter und wurde 2024 und 2025 Hallensüdamerikameisterin im 1500-Meter-Lauf.

## Sportliche Laufbahn
Erste Erfahrungen bei internationalen Meisterschaften sammelte Anita Poma im Jahr 2018, als sie bei den U18-Südamerikameisterschaften in Cuenca in 60,41 s den achten Platz im 400-Meter-Lauf belegte. 2021 gelangte sie bei den U20-Südamerikameisterschaften in Lima mit 2:16,97 min auf Rang vier im 800-Meter-Lauf und anschließend siegte sie in 2:11,75 min bei den U18-Südamerikameisterschaften in Encarnación. Daraufhin gewann sie bei den U23-Südamerikameisterschaften in Guayaquil in 2:09,92 min die Bronzemedaille hinter der Chilenin Berdine Castillo und Isabelle de Almeida aus Brasilien. Im Dezember wurde sie bei den erstmals ausgetragenen Panamerikanischen Juniorenspielen in Cali mit 2:10,01 min Vierte. Im Jahr darauf wurde sie bei den Ibero-Amerikanischen Meisterschaften in La Nucia im Finale disqualifiziert und anschließend gewann sie bei den Juegos Bolivarianos in Valledupar in 2:05,57 min die Silbermedaille hinter der Kolumbianerin Rosangélica Escobar und belegte in 4:20,48 min den fünften Platz im 1500-Meter-Lauf. Daraufhin schied sie bei den U20-Weltmeisterschaften ebendort mit 2:11,14 min und 4:29,50 min jeweils im Vorlauf über 800 und 1500 Meter aus. Im Oktober belegte sie bei den Südamerikaspielen in Asunción in 2:11,58 min den siebten Platz über 800 Meter und gelangte mit 4:21,31 min auf Rang sieben über 1500 Meter. 2023 siegte sie in 2:06,69 min sowie in 4:33,15 min über 800 und 1500 Metern bei den U20-Südamerikameisterschaften in Bogotá. Im August belegte sie bei den U20-Panamerikameisterschaften in Mayagüez in 2:12,07 min den sechsten Platz über 800 Meter und gewann in 4:18,28 min die Silbermedaille im 1500-Meter-Lauf. Im November gelangte sie bei den Panamerikanischen Spielen in Santiago de Chile mit 4:14,44 min auf den fünften Platz über 1500 Meter. Im Jahr darauf siegte sie mit neuem Meisterschaftsrekord von 4:24,72 min über 1500 Meter bei den Hallensüdamerikameisterschaften in Cochabamba. Im Mai gewann sie bei den Ibero-Amerikanischen Meisterschaften in Cuiabá in 4:12,33 min die Silbermedaille hinter der Uruguayerin María Pía Fernández und im September siegte sie in 4:27,46 min bei den U23-Südamerikameisterschaften in Bucaramanga. Zudem gewann sie über 800 Meter die Silbermedaille hinter der Brasilianerin Luise Braga. 
2025 wurde sie bei den Hallensüdamerikameisterschaften in Cochabamba über 800 Meter disqualifiziert und verteidigte über 1500 Meter in 4:23,74 min ihren Titel. Anschließend schied sie bei den Hallenweltmeisterschaften in Nanjing mit neuem Landesrekord von 4:21,77 min im Vorlauf über 1500 Meter aus. Ende April belegte sie bei den Südamerikameisterschaften in Mar del Plata in 4:29,31 min den vierten Platz über 1500 Meter und gelangte mit 2:10,50 min auf den siebten Platz über 800 Meter.
In den Jahren 2022, 2024 und 2025 wurde Poma peruanische Meisterin im 800- und 1500-Meter-Lauf.

## Persönliche Bestleistungen
- 800 Meter: 2:05,57 min, 5. Juli 2022 in Valledupar (peruanischer Rekord)
- 1500 Meter: 4:12,33 min, 12. Mai 2024 in Cuiabá (peruanischer Rekord)
  - 1500 Meter (Halle): 4:21,77 min, 21. März 2025 in Nanjing (peruanischer Rekord)